# Attentat auf Martin Luther King
Das Attentat auf Martin Luther King war die Ermordung des Führers der amerikanischen Bürgerrechtsbewegung Martin Luther King am 4. April 1968 um 18:01 Uhr Ortszeit (5. April 01:01 CET) in Memphis, Tennessee. Es führte zu politischen Unruhen und ist bis heute Anlass zu Verschwörungstheorien. In den Vereinigten Staaten ist es der politische Mord, der neben dem Attentat auf John F. Kennedy im zwanzigsten Jahrhundert große Aufmerksamkeit in Medien und dem individuellen Bewusstsein vieler erfahren hat. Für die Tat verurteilt wurde James Earl Ray.

## Attentat

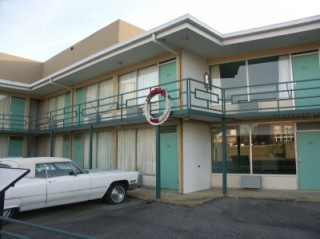
Lorraine Motel (heute das National Civil Rights Museum) in Memphis, in dem King ermordet wurde

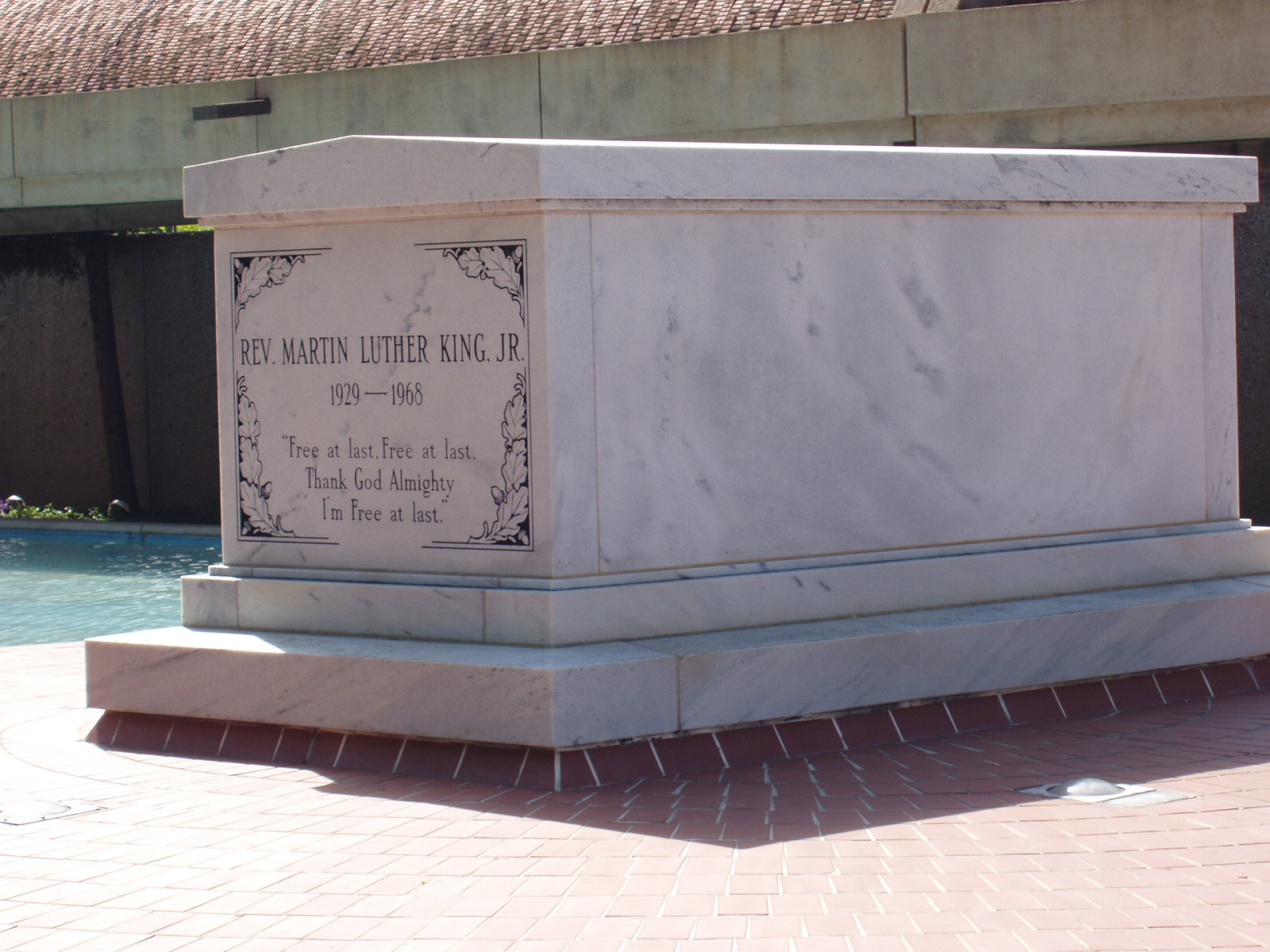
Kings Grab nahe dem King Center

Martin Luther King entschloss sich, angesichts des anstehenden Poor People’s March zuerst in Memphis, Tennessee, zu demonstrieren und sich nochmals für die (soziale) Gleichberechtigung aller amerikanischen Bürger schwarzer Hautfarbe einzusetzen. Außerdem konnte man den Besuch in Memphis als eine Art Test sehen, wie stark die Massen auf ihn reagieren würden.
Am 3. April 1968 sagte er in seiner berühmten Rede I’ve been to the mountaintop, dass er das Gelobte Land (Original: Promised Land) gesehen habe. Viele deuteten diesen Satz als Todesahnung. King sprach noch einmal mit den Demonstranten, um sie von der Gewaltlosigkeit zu überzeugen, und legte den 8. April als neuen Termin für eine Demonstration fest.
Am 4. April 1968 um 18.01 Uhr wurde King auf dem Balkon des Lorraine Motels erschossen. FBI-Agenten, die ihn observierten, rannten nach dem Schuss sofort zu King und waren die ersten, die vergeblich versuchten, ihm Erste Hilfe zu leisten. Bei der Spurensicherung am Tatort wurde vor dem Eingang des gegenüberliegenden Motels ein Remington-Gewehr mit den Fingerabdrücken von James Earl Ray gefunden, das die Behörden als Tatwaffe einstuften und das Ray auf seiner Flucht fallen gelassen haben soll. Das FBI und Sachverständige konnten damals nur bestätigen, dass der tödliche Schuss aus einer Waffe dieses Typs abgegeben wurde. Die ballistischen Untersuchungsmethoden waren damals jedoch noch nicht ausgereift genug, um das verwendete Projektil einer konkreten Schusswaffe zuordnen zu können. Ray gestand die Tat und wurde unter Berücksichtigung seines Geständnisses zu 99 Jahren Haft verurteilt. Wenige Tage später widerrief er jedoch sein Geständnis.
Seit 1991 befindet sich in dem ehemaligen Motel das National Civil Rights Museum.

## Nachwirkungen

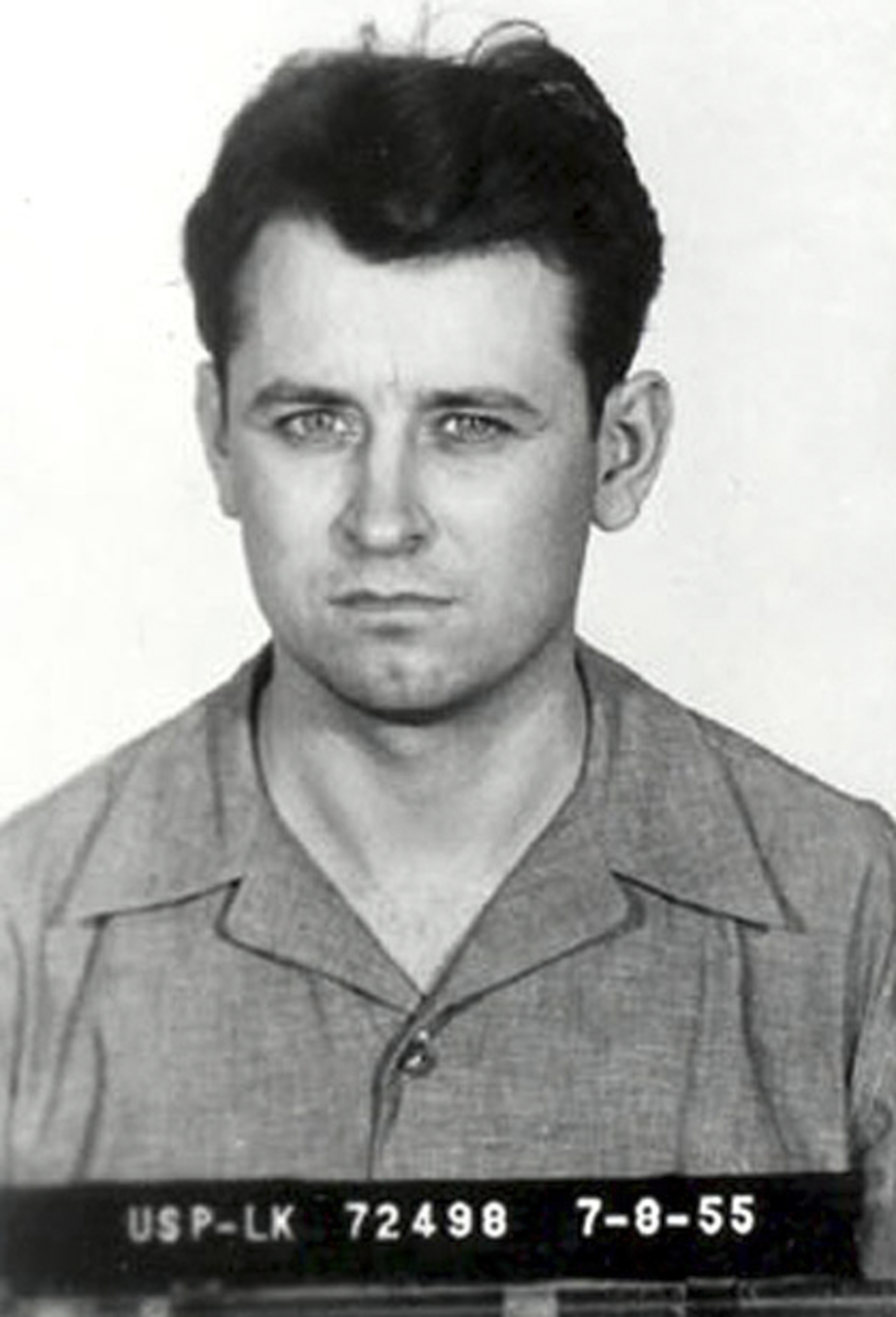
James Earl Ray (1955)

In über 100 Städten kam es nach der Ermordung Kings zu Krawallen, bei denen 39 Menschen ums Leben kamen, etwa 2.600 verletzt und rund 21.000 Personen verhaftet wurden. Washington, D.C. wurde von sehr schweren Unruhen erschüttert. Präsident Johnson sagte eine geplante Reise nach Hawaii ab, wo über den weiteren Verlauf des Vietnamkrieges beraten werden sollte.
Am 8. April 1968 führte Coretta Scott King anstelle ihres Mannes den geplanten Protestmarsch durch Memphis. Etwa 35.000 Menschen nahmen friedlich an diesem teil; den Bewohnern war verboten worden, während des Protestes die Fenster zu öffnen. Präsident Johnson wollte am selben Tag in einer Rede ein umfangreiches Hilfsprogramm für Schwarze in Aussicht stellen. Da sich die Lage aber schon bald nach Kings Tod normalisiert hatte und der Kongress protestierte, wurde die Rede zuerst verschoben und dann gänzlich abgesetzt. Jedoch hat der Kongress später mit dem Civil Rights Act of 1968 ein Gesetz für die Gleichberechtigung bei den Mietpreisen und dem Erwerb von Wohneigentum verabschiedet. Zwei Monate später wurde die Öffentlichkeit durch das Attentat auf Robert F. Kennedy erneut erschüttert.

## Beisetzung
Martin Luther King Jr. wurde am 9. April 1968, unter der Anteilnahme von 50.000 Menschen, in Atlanta auf dem South View Cemetery, einem Friedhof für Schwarze beerdigt. In seinen Grabstein sind die letzten Worte seiner Rede I Have a Dream in einer Abwandlung eingraviert: „Free at last! Free at last! Thank God Almighty, I’m free at last!“ (etwa: „Endlich frei! Endlich frei! Danke Gott dem Allmächtigen, ich bin endlich frei!“).
An einem Trauergottesdienst in der Kirche, in der er als Pfarrer tätig gewesen war, nahmen viele Prominente wie beispielsweise der damalige US-Vizepräsident Hubert H. Humphrey, Robert F. Kennedy, Richard Nixon und Nelson Rockefeller teil.

## Lloyd Jowers
Neue Dynamik erhielt die Diskussion, als 1993 Lloyd Jowers in einem Interview behauptete, 100.000 US-Dollar für die Anwerbung eines Killers erhalten zu haben. Jowers, der ein Restaurant gegenüber dem Lorraine Motel führte, nannte den Namen des Schützen nicht, gab aber an, es habe sich nicht um James Earl Ray gehandelt. Die Familie von Martin Luther King Jr., die nicht an eine Täterschaft Rays glaubte, strengte daraufhin ein Zivilgerichtsverfahren wegen fahrlässiger Tötung an, dessen Geschworene 1999 übereinkamen, dass es sich bei dem Attentat auf King um eine Verschwörung von Mitgliedern der Mafia und der US-Regierung gehandelt habe. Die Jury stützte sich dabei im Wesentlichen auf die Aussagen Jowers, der wegen seines Gesundheitszustandes aber nicht selbst vor Gericht aussagte. Ray war 1998 im Gefängnis gestorben und erlebte das Gerichtsurteil nicht mehr.
Eine 18-monatige erneute Untersuchung des Justizministeriums wies die Ergebnisse des Zivilverfahrens 2000 zurück, da sie auf Hörensagen und voreingenommenen Zeugen basierte. Insbesondere die Aussagen des inzwischen verstorbenen Jowers erschienen wenig glaubwürdig, da Bekannte von ihm offenbarten, dass er auf einen Vertrag über die Filmrechte an seiner Geschichte gehofft hatte. Die meisten mit dem Fall vertrauten Experten schenkten den Ausführungen des Gerichts ebenfalls keinen Glauben. Zwar gebe es für eine Verschwörung keine Beweise, es seien allerdings auch nicht alle Ungereimtheiten des Falles restlos aufgeklärt worden.